# Хосе Неин
Хосе Едуардо Неин (шп. José Eduardo Nehin; Сан Хуан, 13. октобар 1905 — 16. децембар 1957) био је аргентински фудбалер који је играо као везни за Аргентину на Светском првенству у фудбалу 1934. године. Играо је и за Спортиво Десампарадос.

## Каријера
Придружио се тиму Спортиво Десампарадос из Сан Хуана 1920. и ту играо до 1934. године, заједно са својом браћом Науном и Паблом, формирајући оно што је годинама било познато као "деценија три Неина", у свету спорта из Сан Хуана.
Захваљујући добрим наступима је позван да се придружи репрезентацији Аргентине која ће играти на Светском првенству 1934. у Италији.
Након Светског првенства у Уругвају 1930. године, Аргентинска фудбалска федерација подељена је на традиционалне „Аматере“ (које признаје ФИФА) и „Професионалце“, који ће званично признање добити тек након поновног уједињења 1935. Године 1934, оно што је касније требало да буде АФА (Аргентински фудбалски савез), позвало је најбоље играче (скоро 800) из унутрашњости земље да окупе тим. Више од годину дана тренинга довело је до формирања коначног тима од осамнаест играча, који ће представљати земљу на Светском првенству 1934. Међу тих 18 играча, изабрани су капитен и заменик капитена за које су узети у обзир детаљи попут спортског понашања, путање, понашања, поштовања правила итд. Капитен је био Алфредо Девинченци и Хосе Едуардо Неин као заменик капитена.

## Смрт
Умро је у 52. години, од струјног удара, 16. децембра 1957. године